# Adelpha argentea
Espèce
Adelpha argentea est une espèce de papillons de la famille des Nymphalidae, sous famille des Limenitidinae et du genre Adelpha.

## Dénomination
Adelpha argentea a été décrit par Keith Richard Willmott (d) et Jason Piers Wilton Hall en 1995.

## Écologie et distribution
Adelpha argentea n'est présent qu'en Équateur. 

### Protection
Pas de statut de protection particulier.